# Скрытые фары

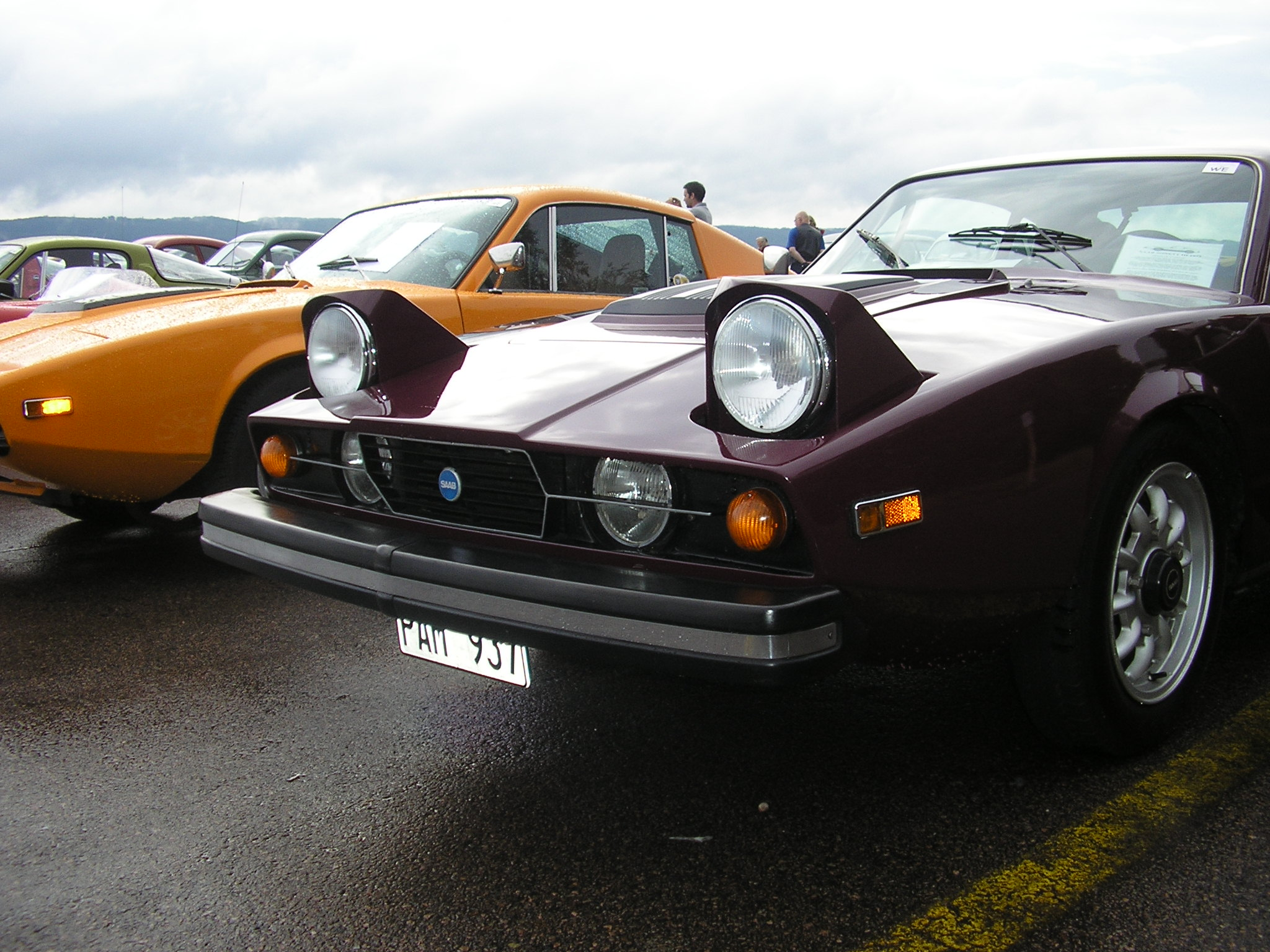
Saab Sonett III, 1973

Скрытые фары (выдвижные фары) — конструкция автомобильной светотехники, являющаяся частью стиля автомобиля и скрывающая фары автомобиля, когда они не используются.
В зависимости от конструкции скрытые фары можно разделить на три основных типа:
1. Выдвижные/подъемные, наиболее распространенный вариант, неаэродинамичный и травмоопасный при столкновении с пешеходом, так как корпус фары выступает над кузовной панелью. Последний фактор и стал причиной их исчезновения на новых моделях в 21 веке при ужесточении норм безопасности. Впервые появились на Cord 810 в ноябре 1935, где рукоятка на приборной панели вручную поднимала фары из крыльев. Идея была скопирована студией Pininfarina в следующем году при изготовлении заказного кузова для Alfa Romeo 8C.
Фары на Chevrolet Corvette C2 и С4 при подъеме переворачиваются другой плоскостью, что схоже с третьим типом. Устанавливались и другими производителями, такими как Opel GT. Так же стоит обратить внимание на Lamborghini Miura от Марчелло Гандини, где фары подъемные, но не закрыты крышкой. Спустя время подобное повторит Porsche 928, как и иные фирмы.
2. Фары закрываются подвижной крышкой/панелью, которая сливается с элементом кузова, фара не двигается. Не менее популярный формат, из-за простоты привода крышки, а не всей фары. Идея была реализована на концепте Buick Y-Job 1938 года от GM, где механизм был электрифицирован, а круглая крышка состояла из двух половинок. В качестве серийной машины, подобную систему установили на DeSoto в военные годы. Pininfarina вновь не отстала от заокеанских коллег и оснастила такими фарами кузов первого Maserati A6 1947 года. В конце 20 века такое исполнение можно обнаружить на суперкарах Vector W8 и Jaguar XJ220, где крышка опускается вниз.
В отдельных случаях панель может не полностью закрывать фару и ее частично видно. Такой дизайн предложил и Гандини для Alfa Romeo Montreal и Lamborghini Jarama. Из современных моделей панелью частично закрываются фары на Ferrari Daytona SP3.
3. Этот тип можно описать как поворотный блок, где и находятся фары, но они не выступают вверх из кузова. Первым можно считать концепт Le Sabre 1951, где блок фар крутится в носовой части, поворачиваясь нужной стороной. На серийных американцах такой тип ставился на втором поколении Buick Riviera и Dodge Charger первой волны. Наименее распространенный вариант.
Таким образом, появившись в 30-х, продолжая в 40 и 50-е, они оставались уделом отдельных моделей, концептов и штучных экземпляров от кузовных мастерских. Вновь скрытые фары обрели популярность в конце 1960-х годов, на рынке США, где не разрешались аэродинамические фары. Относительно большое число автомобилей имели скрытые фары в 1970-х, 1980-х и начале 1990-х годов. В настоящее время эти фары не популярны.
Многочисленные производители автомобилей используют скрытые фары, чтобы обойти правила, касающиеся регулировки фар по высоте и действующие в Соединенных Штатах, например Toyota экспортировала версию AE86 с выдвижными фарами. Международные правила безопасности также ограничивают различные выступы из кузова автомобиля для защиты пешеходов, что делает конструкции скрытых фар более сложным и дорогостоящими.
Последние выпускавшиеся автомобили с выдвижными фарами это Lotus Esprit и C5 Corvette, производившиеся до 2004 года. Развитие светодиодных фар дальнего света, как более эффективных, ярких и малогабаритных, в целом, устраняют необходимость в скрытых фарах.

## Список автомобилей со скрытыми или выдвижными фарами
- Lamborghini 350 GTV, 1963
- AC 3000ME, 1979-84
- Acura/Honda Integra, 1986-89
- Acura/Honda NSX, 1990—2001
- Adams Brothers Probe 15, 1969
- Adams Brothers Probe 16, 1969-70

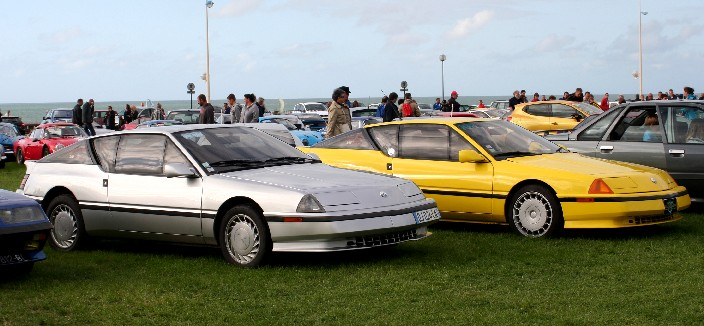
Alpine GTA, 1987

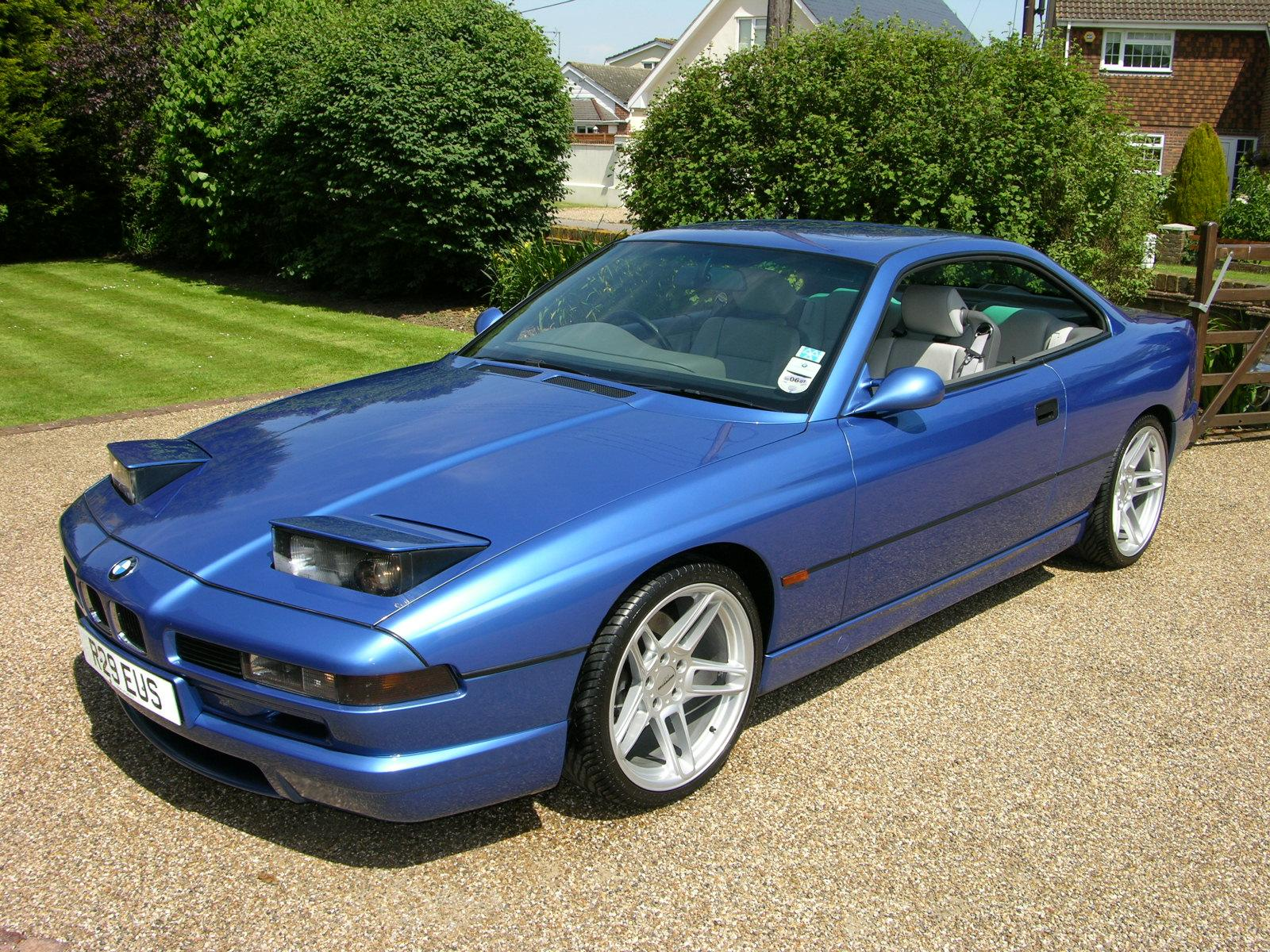
BMW E31 840Ci Sport

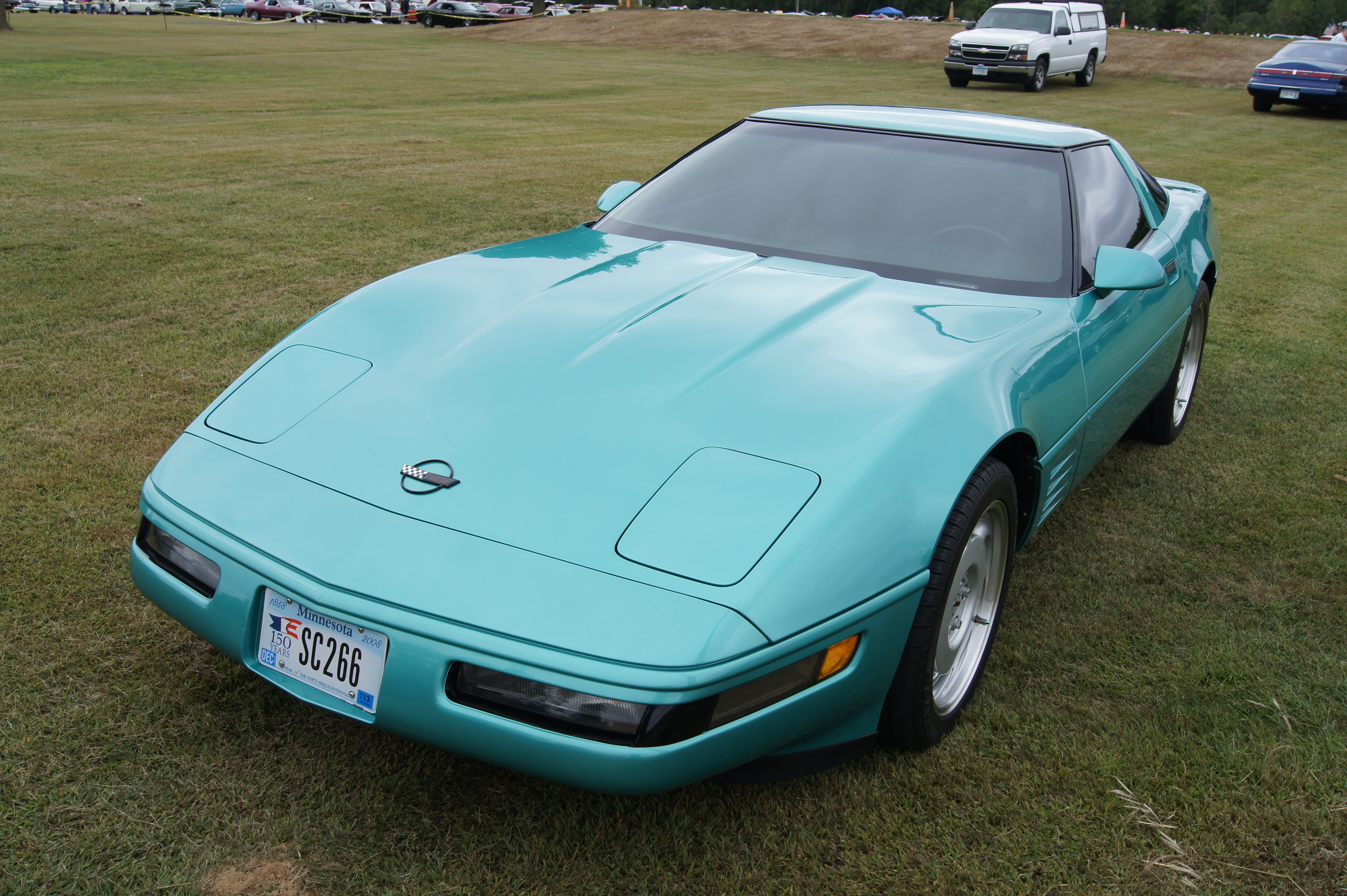
Chevrolet Corvette, 1991

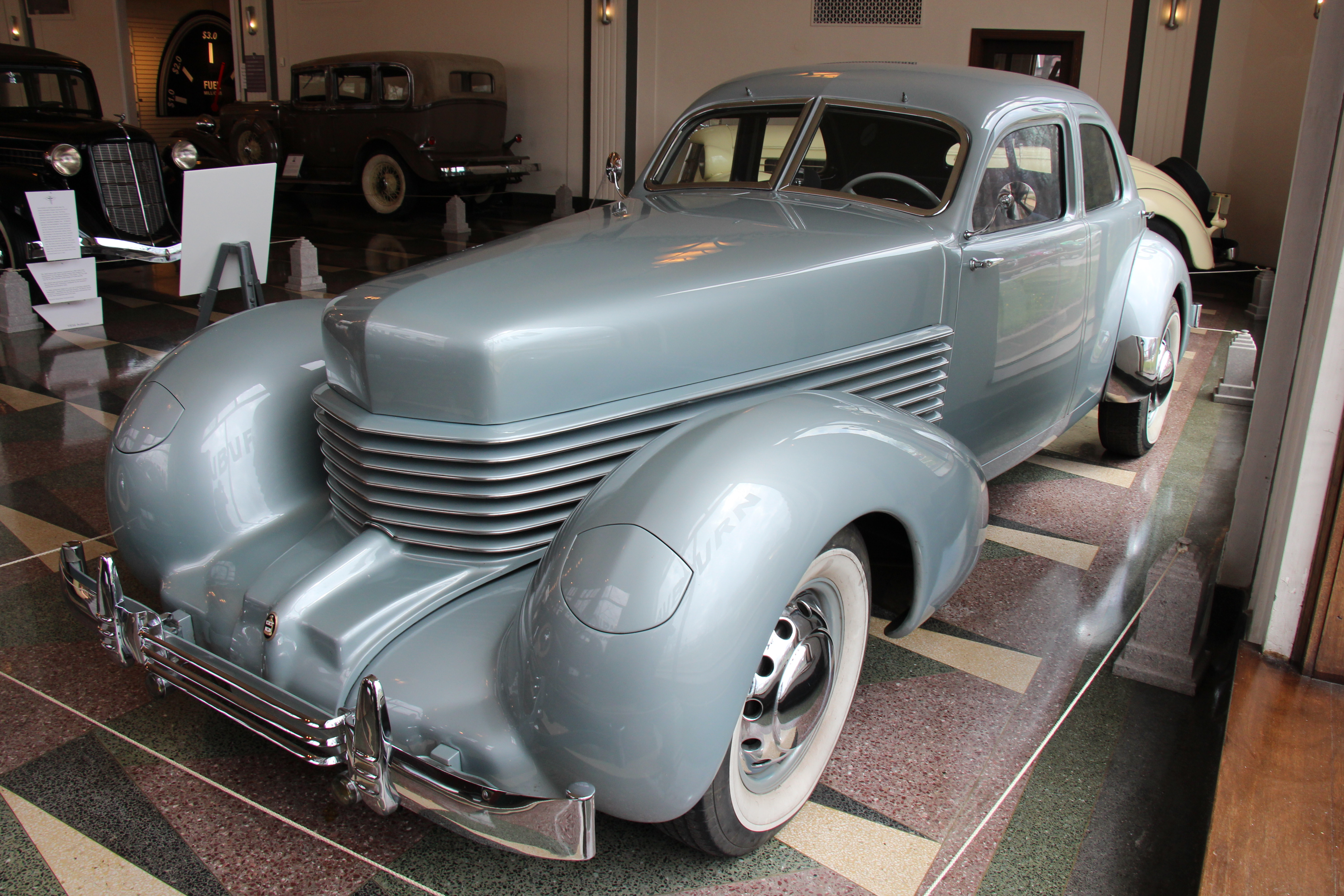
Cord 810, 1936

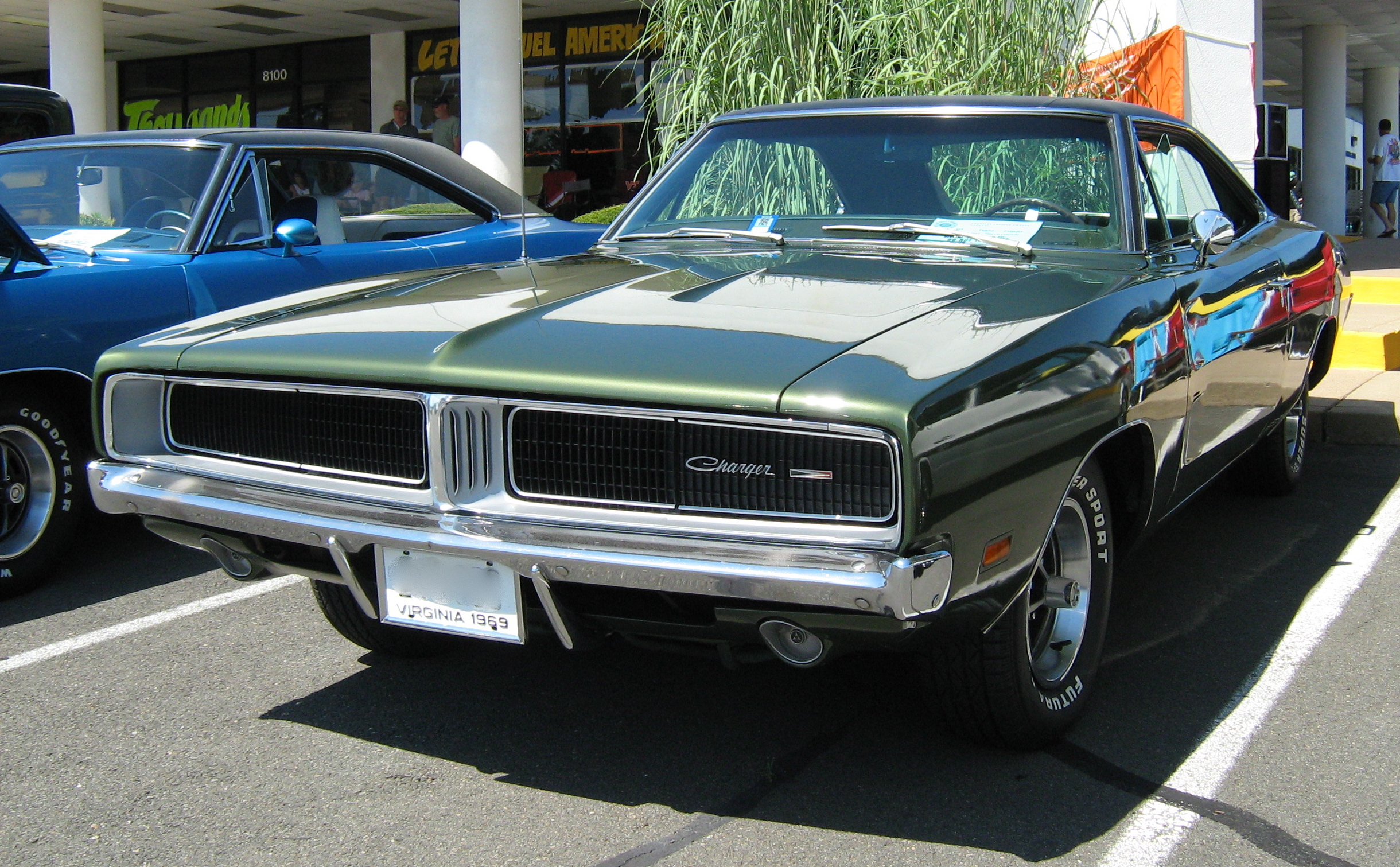
Dodge Charger, 1969

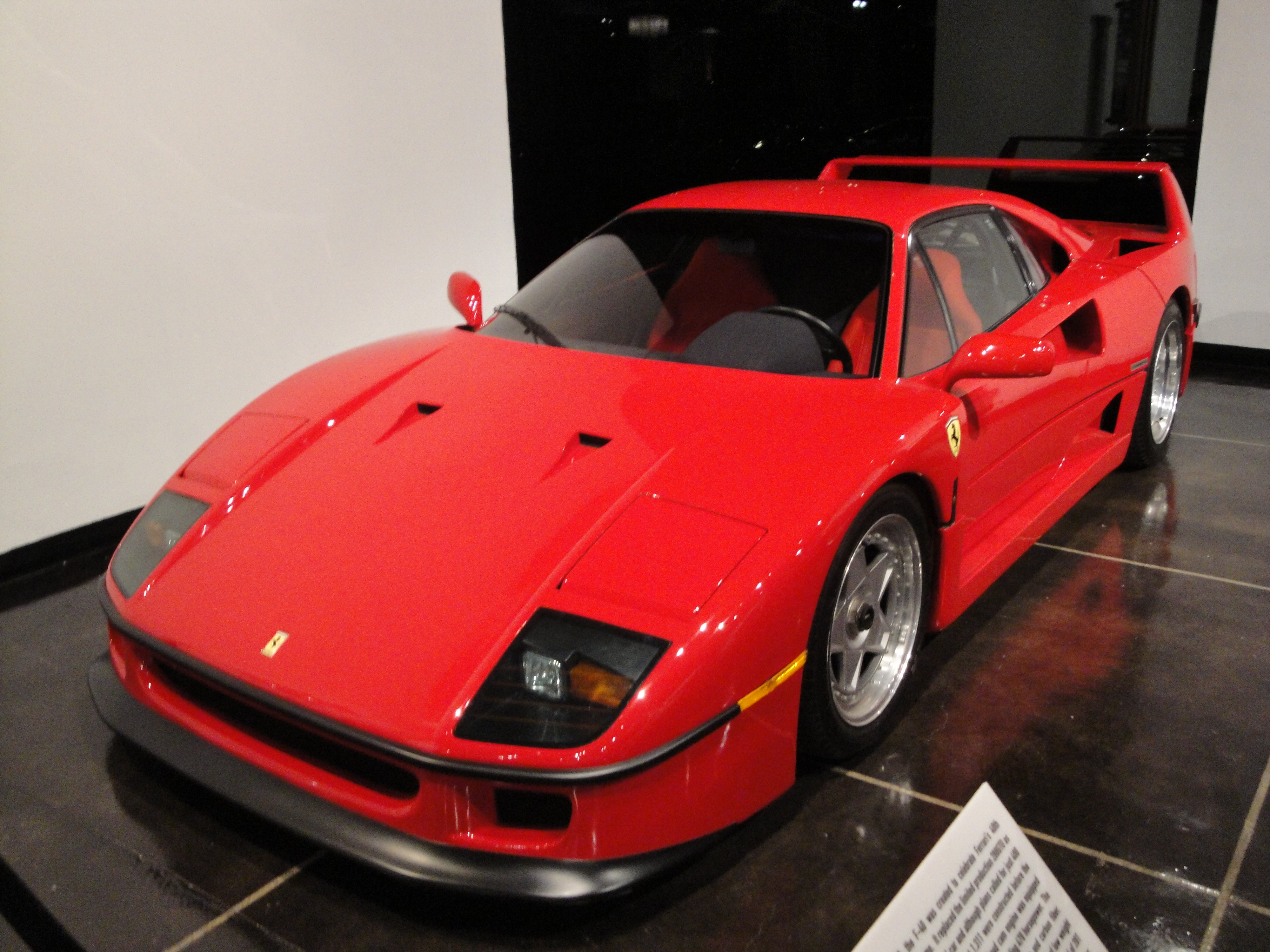
Ferrari F40, 1990

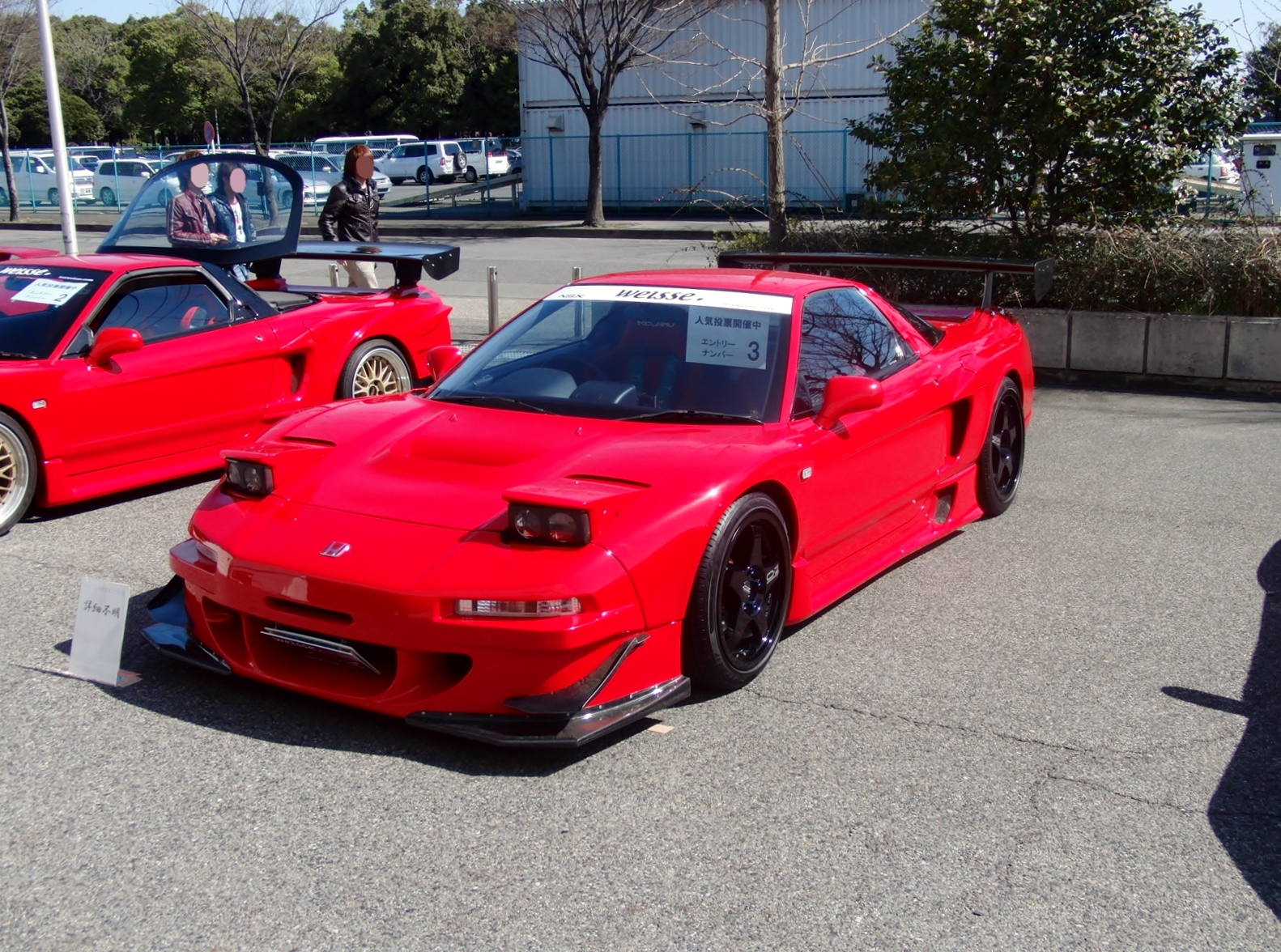
Honda NSX

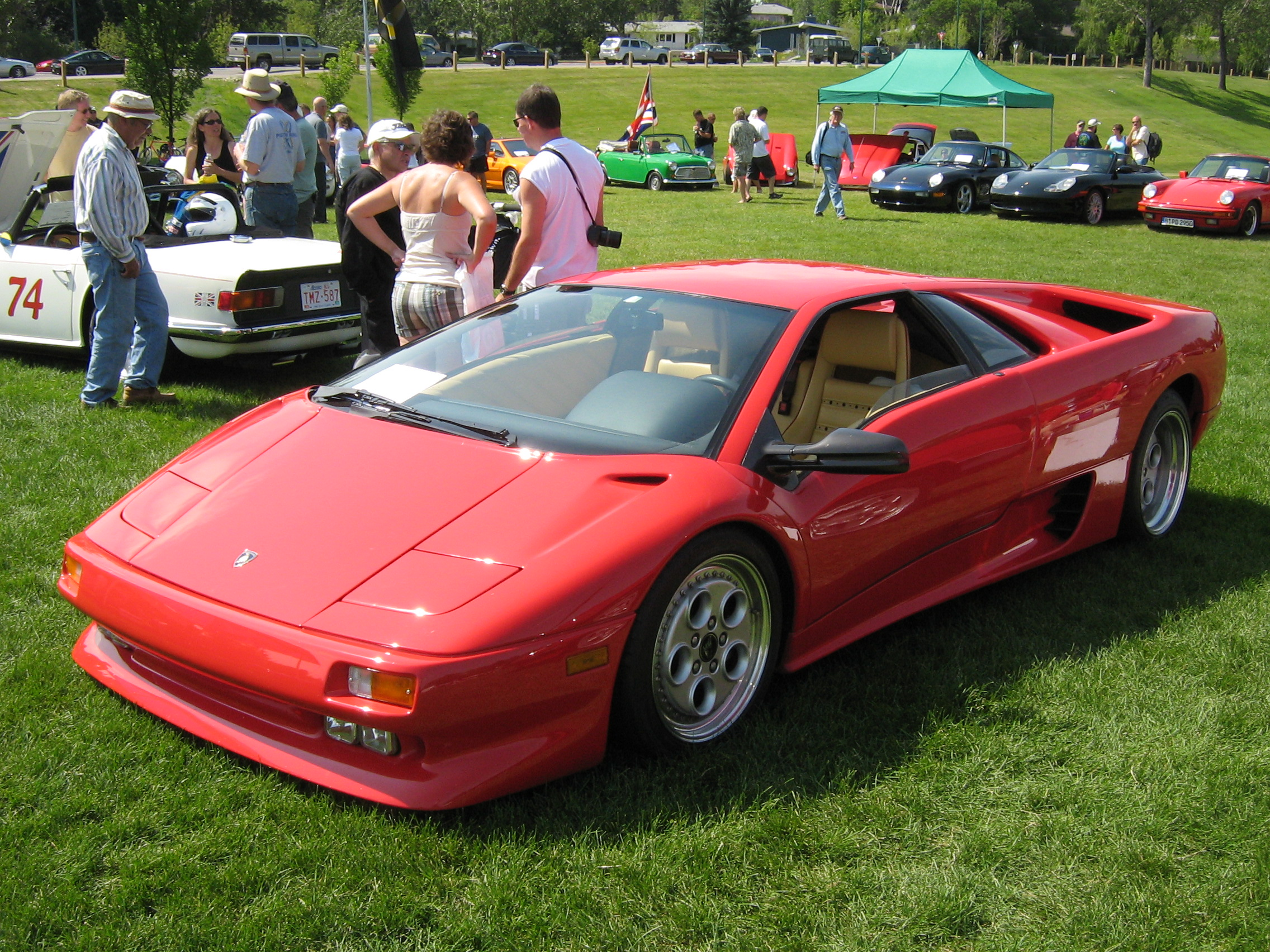
Lamborghini Diablo

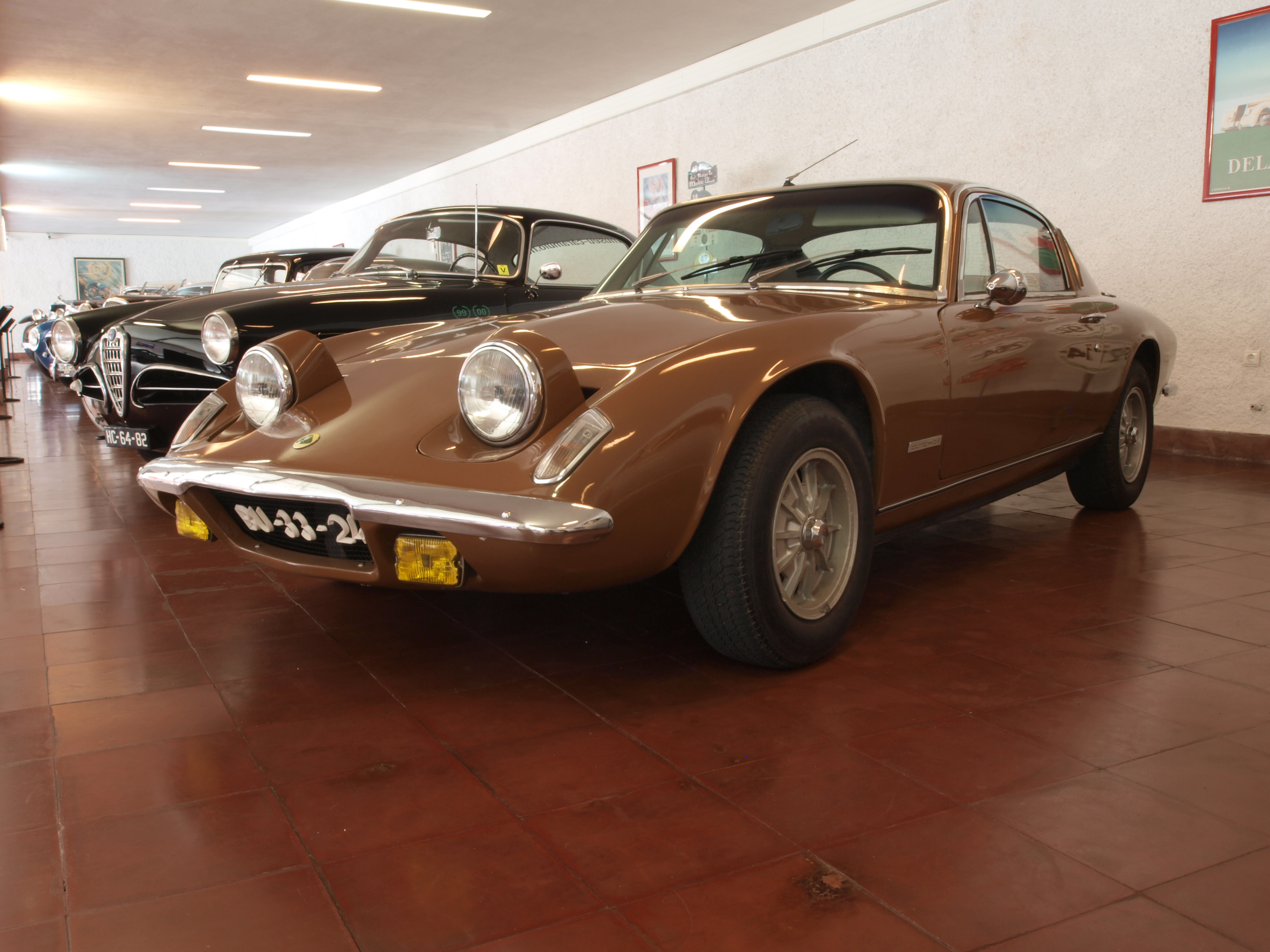
Lotus Elan, 1974

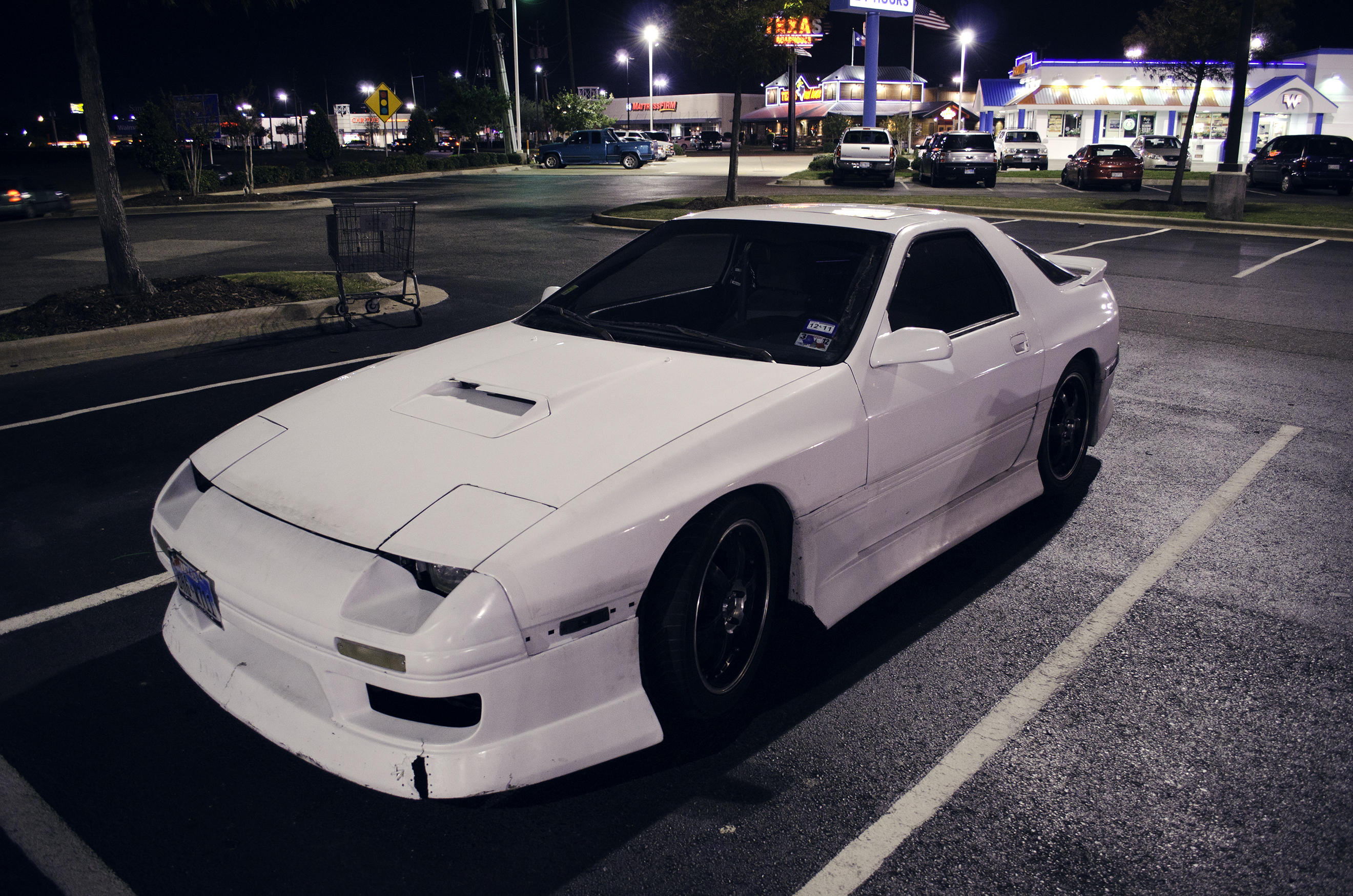
Mazda RX-7

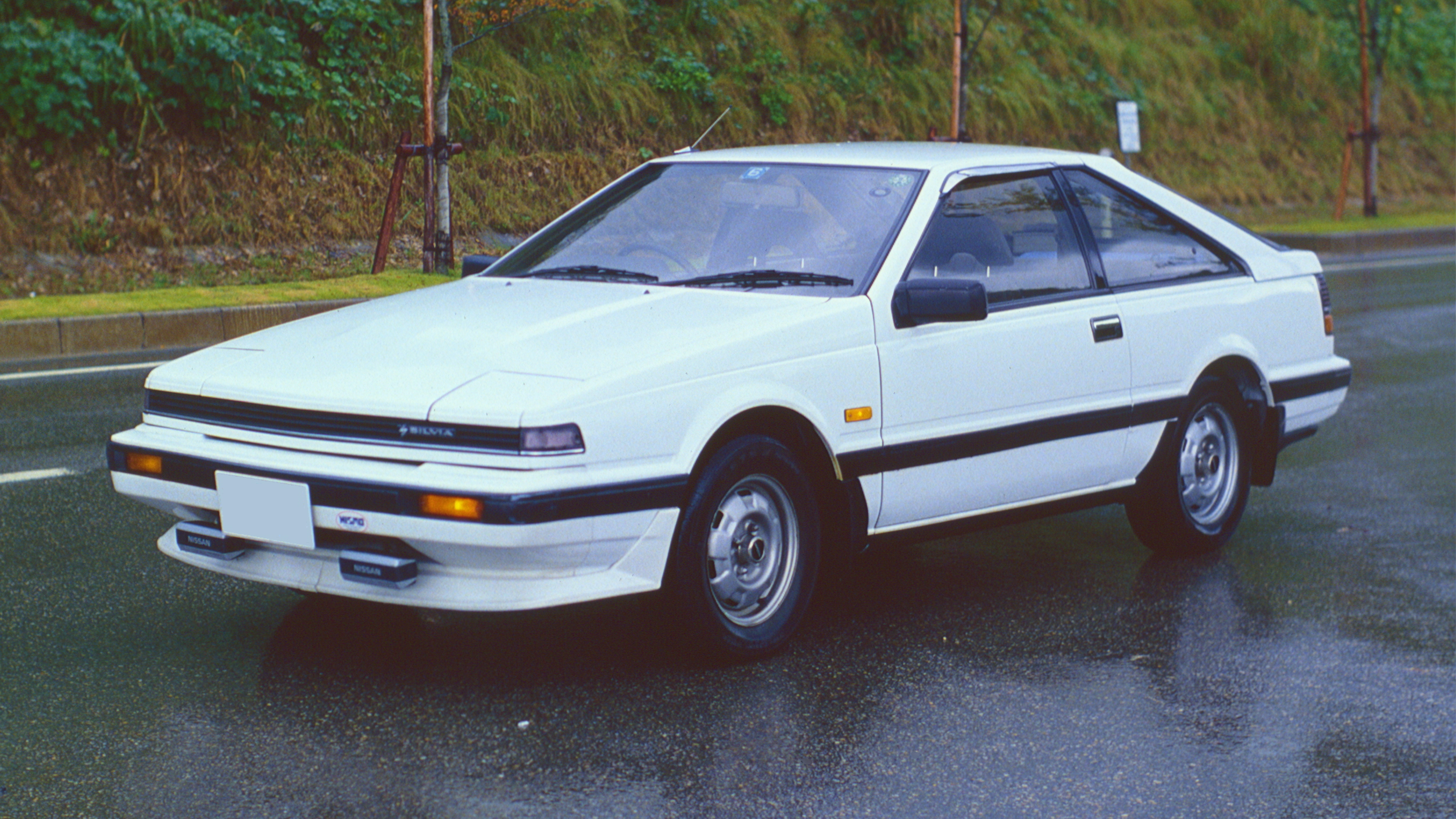
Nissan Silvia, 1986

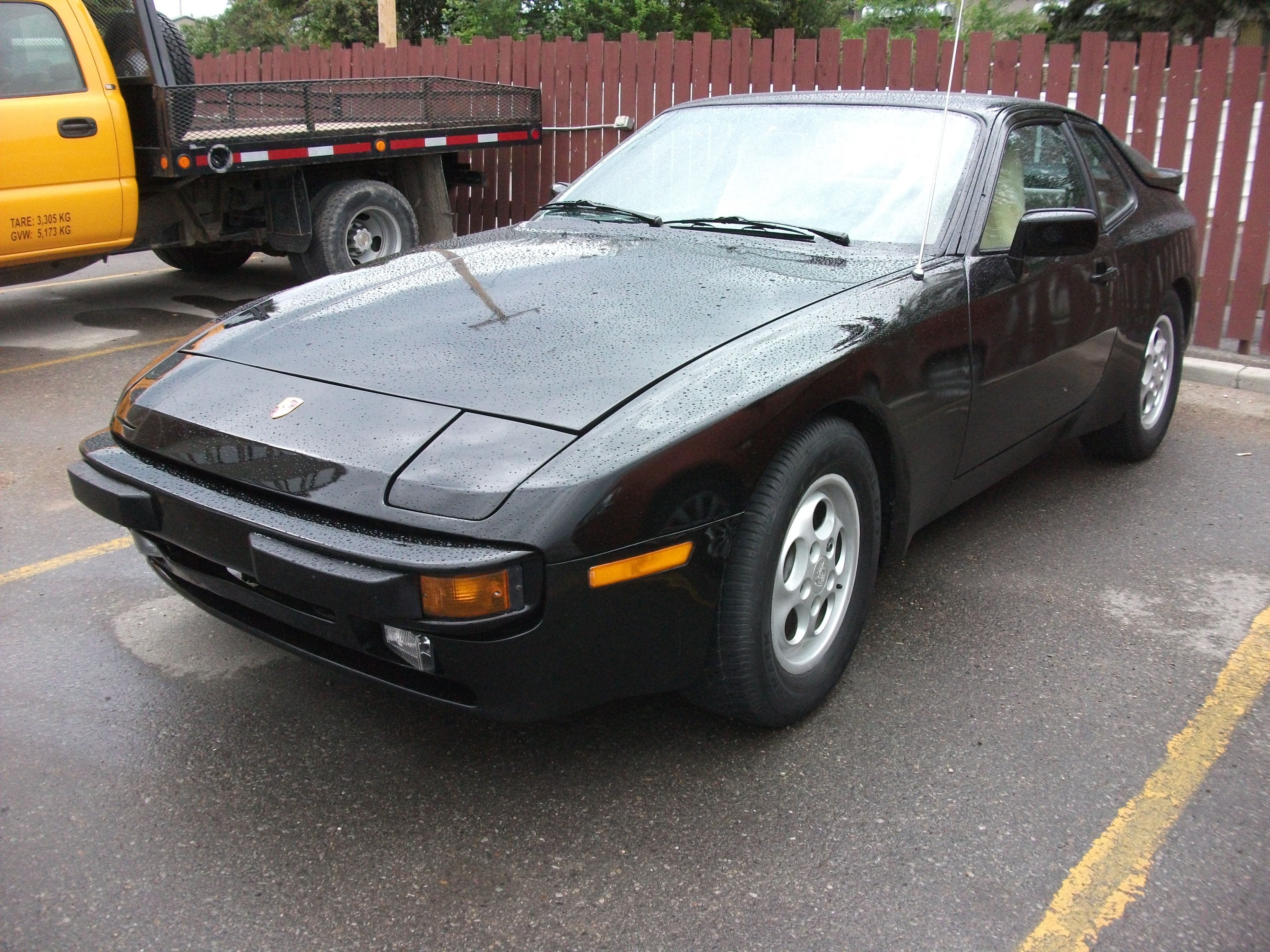
Porsche 944

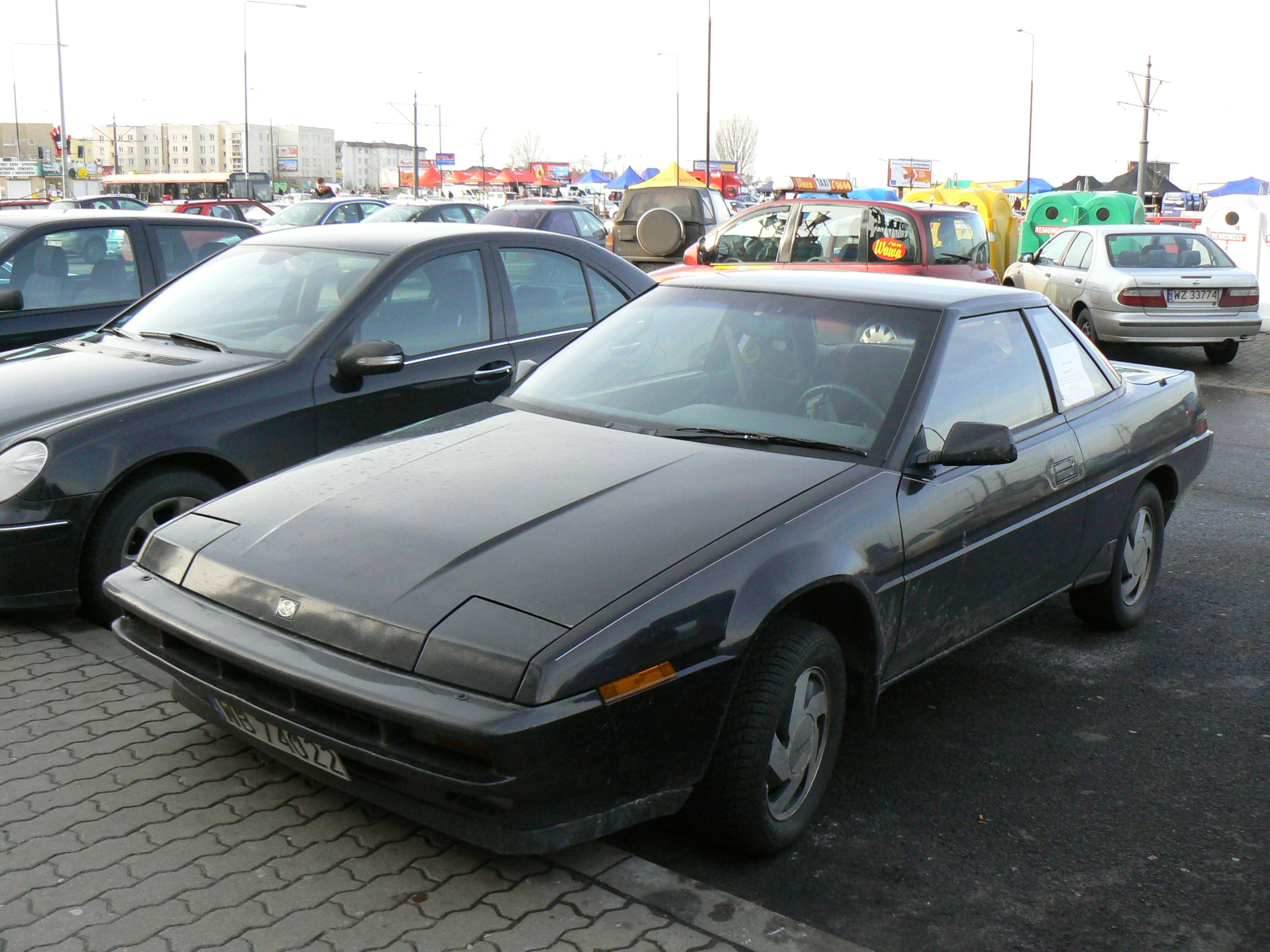
Subaru XT

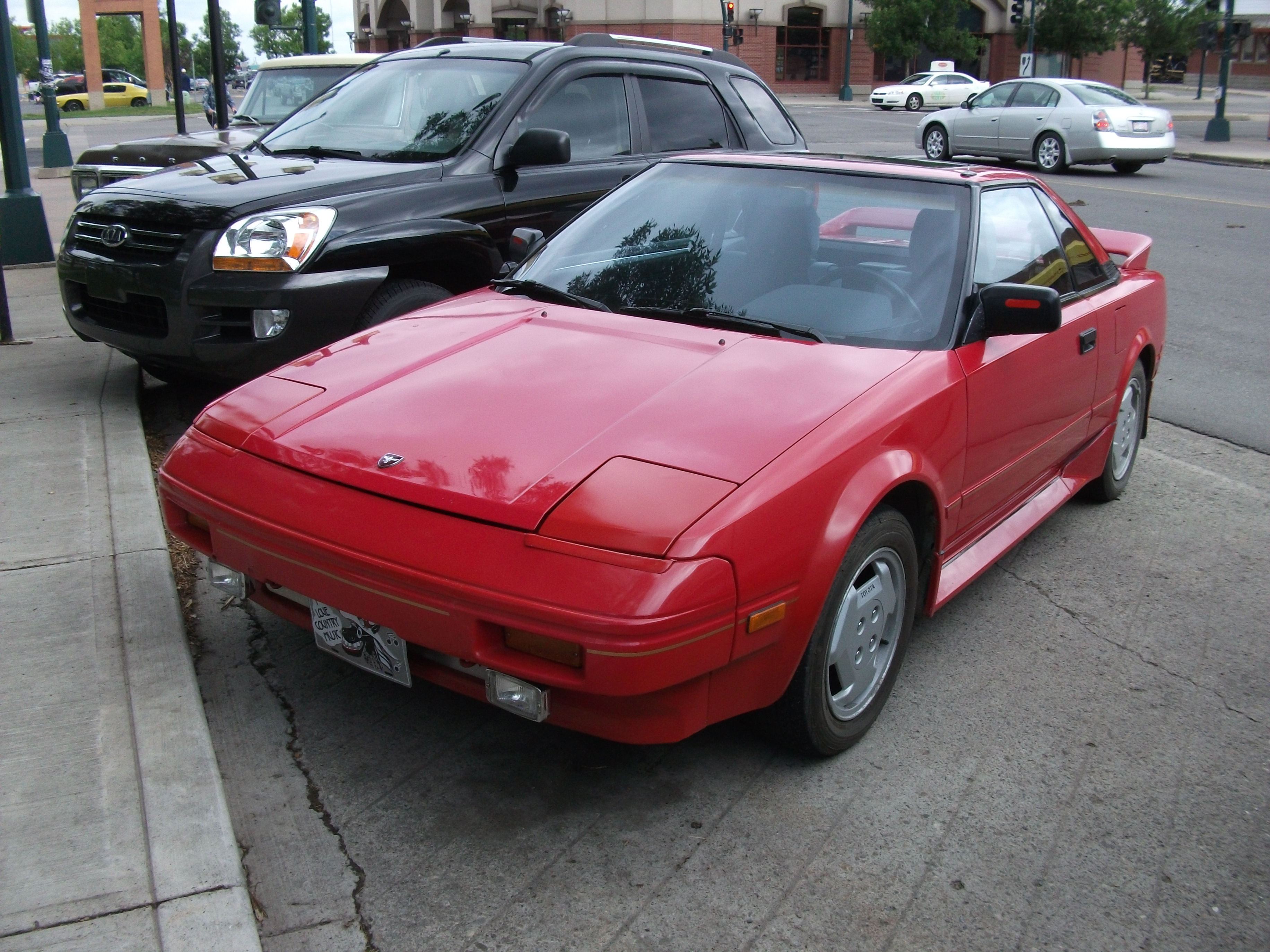
Toyota MR2

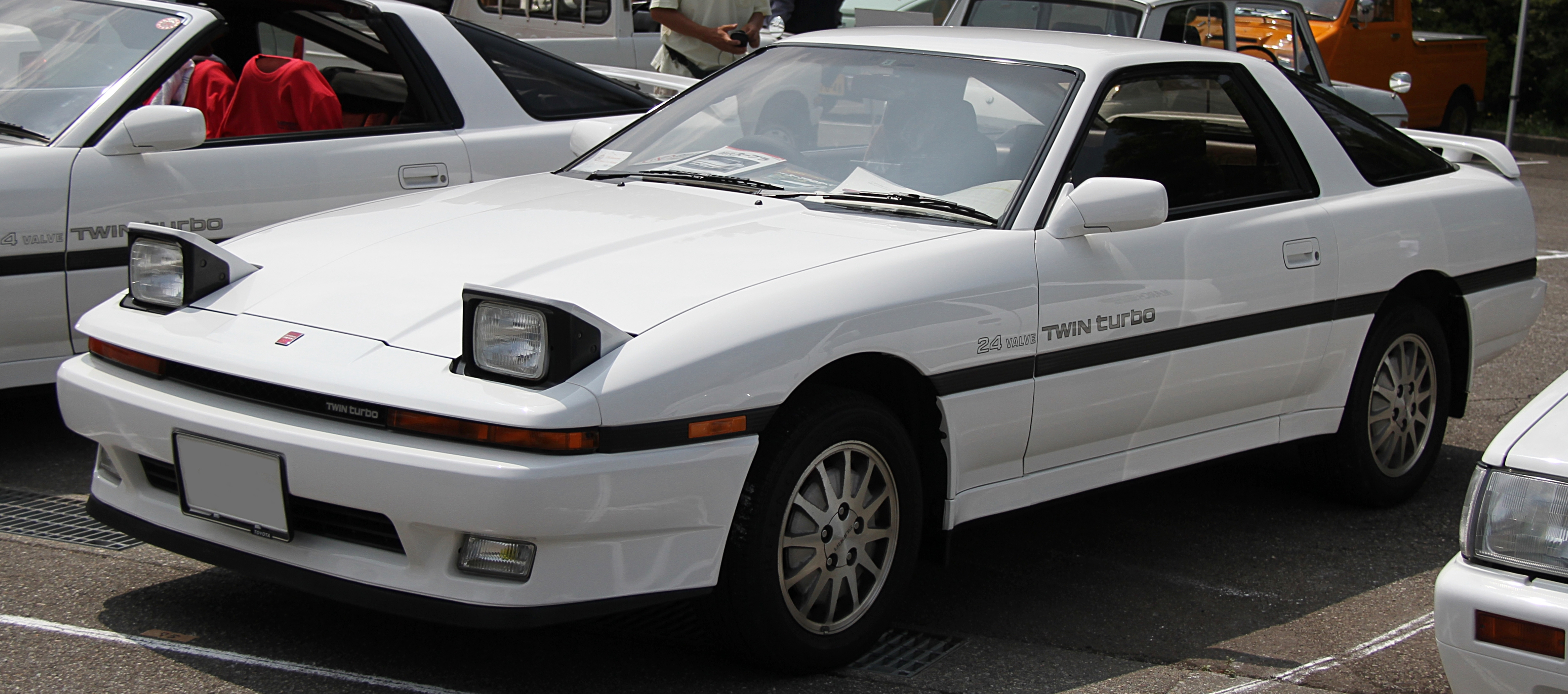
Toyota Supra

- Adams Brothers Probe 2001, 1970-72
- Alfa Romeo Montreal, 1970-77
- Alpine A610, 1991-95
- Alpine GTA, 1987 (версия для США)
- AMC AMX/3, 1970 (концепт)
- Aston Martin Lagonda, 1976-89
- Aston Martin Vantage Zagato Volante, 1986-89
- Aston Martin Bulldog, 1980 (концепт)
- Asüna Sunfire, 1993
- Bitter CD & SC, 1973-79
- Bricklin SV-1, 1974-76
- BMW 8, 1989-99
- BMW GINA, 2008 (концепт)
- BMW M1, 1978-81
- Buick Reatta, 1988-91
- Buick Riviera, 1965-69
- Buick SkyHawk, 1986-89
- Buick Y-Job, 1938 (концепт)
- Cadillac Eldorado, 1967-68
- Chevrolet Camaro, 1967-69 (опционально на модели Rally Sport или в комплектации RS/SS)
- Chevrolet Caprice, 1968-69 (опционально и очень редко)
- Chevrolet Corvette, 1963—2004
- Chrysler 300, 1968-71
- Chrysler Imperial, 1969-93
- Chrysler LeBaron, 1987-92 (только на купе и кабриолетах)
- Chrysler New Yorker Fifth Avenue, 1990-93
- Chrysler New Yorker, 1976-81 and 1988-93
- Cizeta-Moroder V16T, 1991—2003
- Cord 810, 1936-37
- DeSoto, 1942
- De Tomaso Mangusta, 1970-71 (US-spec)
- De Tomaso Pantera, 1971-74
- De Tomaso Guarà, 1993—2004
- Dodge Charger, 1966-70, опционально 1971-72
- Dodge Charger Daytona, 1969-70
- Dodge Daytona, 1987-91
- Dodge Magnum, 1978-79
- Dodge Monaco, 1972-73
- Dodge Royal Monaco, 1976-78
- Dodge Stealth, 1991-93
- Dodge St. Regis, 1979-81
- Dome Zero, 1976-86 (концепт)
- Eagle Talon, 1990-91
- Ferrari 288 GTO, 1984-85
- Ferrari 308 GTB, 1975-84
- Ferrari 328, 1985-89
- Ferrari 348, 1989-95
- Ferrari 365 California Spyder, 1966-67
- Ferrari F355, 1994-99
- Ferrari F40, 1987-92
- Ferrari 400/412, 1976-89
- Ferrari 456/456M, 1992—2003
- Ferrari Berlinetta Boxer, 1973-84
- Ferrari 365 GTB/4 & GTS/4 «Daytona», 365 GTC/4, 365 GT4 2+2, 1970-76
- Ferrari GT4, 1974-80
- Ferrari Mondial, 1980-95
- Ferrari Testarossa, 512TR, 1984-94
- Fiat X1/9, 1973-88 (в США также называют Bertone X1/9)
- Ford Galaxie 500 XL, 1968-70
- Ford LTD (Северная Америка), 1968-70 ;Landau, 1975-78 (включая универсал Ford Country Squire)
- Ford LTD (Австралия), 1973-76
- Ford Probe, 1989-97
- Ford Ranchero, 1970-71 (GT only)
- Ford Thunderbird, 1967-69 and 1977-82
- Ford Torino Brougham, Cobra, GT 1970-71
- Geo Storm, 1990-91
- Ginetta Dare DZ, 1998
- Honda Accord, 1986-89
- Honda Ballade, 1984-87
- Honda Integra, 1986-89
- Honda NSX; 1990—2001
- Honda Prelude, 1983-91
- Honda Vigor, 1986-89
- Imperial, 1969-75 и 1981-83
- Iso Lele, 1969-74
- Iso Grifo, 1965-74
- Isuzu Piazza, 1981-87 (также Isuzu Impulse, Holden Piazza)
- Jaguar XJ220, 1992-94
- Lamborghini Athon, 1980 (концепт)
- Lamborghini Bravo, 1974 (концепт)
- Lamborghini Countach, 1974-90
- Lamborghini Diablo, 1990-98
- Lamborghini Islero, 1968-69
- Lamborghini Jalpa, 1981-88
- Lamborghini Jarama, 1970-76
- Lamborghini Urraco, 1973-79
- Lamborghini Marco Polo, 1982 (концепт)
- Lamborghini Miura, 1966-73
- Lamborghini Silhouette, 1976-79
- Lancia Montecarlo, 1975-79 (для Scorpion, североамериканская версия)
- Lancia Stratos, 1972-73
- Lincoln Continental, 1970-79
- Lincoln Mark, 1968-83
- Lister Storm, 1993-99
- Lombardi Grand Prix, 1968-72
- Lotus Eclat, 1974-82
- Lotus Elan, 1962-73 (модель +2), 1967-75
- Lotus Elan M100 1989-95
- Lotus Elite, 1974-82
- Lotus Esprit, 1976—2004
- Lotus Excel, 1982-92
- Manta Mirage, 1974-86
- Maserati Bora, 1971-80
- Maserati Ghibli, 1966-73
- Maserati Indy, 1969-74
- Maserati Khamsin, 1974-82
- Maserati Merak, 1972-82
- Matra 530, 1967-73
- Matra Bagheera, 1973-80
- Matra Murena, 1980-83
- Mazda 929 (некоторые модели)
- Mazda 323F bg
- Mazda AZ-550 Sports Type A, 1989 (концепт)
- Mazda Familia Astina, продавалась в Европе как оригинальная 323F, 1989-94
- Mazda MX-5 Miata (Северная Америка), 1989-97
- Mazda RX-7, 1978—2002
- Mercury Cougar, 1967-70
- Mercury Capri, 1991-94 (Third Generation)
- Mercury Cyclone 1970-71 (опция на GT) (1970 Comet Cyclone и 1971 Montego Cyclone)
- Mercury Marauder, 1969-70
- Mercury Marquis, 1969-78
- Mercury Montego, 1970-71 (некоторые модели)
- MG EX-E, 1985 (концепт)
- Mitsubishi GTO/3000GT, 1991-93
- Mitsubishi Eclipse, 1990-94
- Mitsubishi Starion, 1982-90 (также Dodge/Plymouth/Chrysler Conquest)
- Monica 560, 1973-74
- Nissan Silvia/200SX(S12), 1983-89
- Nissan 180SX/200SX/240SX(S13), 1989-94 [также 1996-98 (Kouki) 180SX]
- Nissan 300ZX (Z31), 1984-89
- Nissan Pulsar/N12 NX/N13 NX/N13 EXA, 1983-90
- Oldsmobile Toronado, 1966-69 and 1986-92
- Opel GT, 1968-73
- Panther Solo, 1989-90
- Plymouth Fury, 1970-71 (Gran Coupe & Sport Fury, Sport Suburban универсал 1971 года)
- Plymouth Fury III, 1972 (опция)
- Plymouth Laser, 1990-91
- Plymouth Superbird, 1970
- Pontiac Fiero, 1984-88
- Pontiac Firebird (включая Trans Am и Formula), 1982—2002
- Pontiac Grand Prix, 1967-68
- Pontiac GTO, опционально 1968-69
- Pontiac Sunbird SE/GT 1986-93
- Porsche 911 Turbo SE 'Slantnose', 1985-89, 964 Turbo S 'Flatnose', 1994
- Porsche 914, 1969-76
- Porsche 924, 1976-88
- Porsche 928, 1978-95
- Porsche 944, 1982-91
- Porsche 968, 1991-94
- Quantum Sports Cars 2+2, 1993-
- Reliant Scimitar SS1, 1984-90
- Reliant Scimitar SST, 1990
- Reliant Scimitar Sabre, 1990-93
- Saab Sonett III, 1970-74
- Saturn SC2, 1991-96
- Subaru XT 1985-91
- Škoda 1100 GT, 1970
- Škoda 110 Super Sport, 1971
- Tatra MTX V8, 1991
- Toyota 2000GT, 1967-70
- Toyota Celica, 1984-93
- Toyota Corolla II, 1986 EL31
- Toyota MR2, 1984-99
- Toyota Sprinter Trueno, 1983-92
- Toyota Supra, 1982-92
- Toyota Tercel, 1982-88
- Triumph TR7/TR8, 1975-82
- TVR 350i, 350SX, 1983-89
- TVR 350SE, 1990-91
- TVR 390SE, 420SE, 1984-89
- TVR 400SE, 400SX, 430SE, 450SE, 1988-91
- TVR 420 SEAC, 1986-88
- TVR 450 SEAC, 1988-89
- TVR Tasmin, 280i, Tasmin 200, 1980-88
- Venturi 400 GT
- Venturi Atlantique, 1987-99[1]
- Venturi Coupe
- Venturi MVS
- Venturi Transcup
- Volvo 480, 1986-95
- Vector M12, 1995-99
- Vector W8, 1989-93
- Vector WX-3, 1993
- Zimmer Quicksilver, 1986-90[2]

## Другой транспорт со скрытыми фарами
Мотоциклы
- Honda Spacy 125 Striker, 1983-86[3]
- Suzuki GSX750S (Katana), 1984-85

Поезда

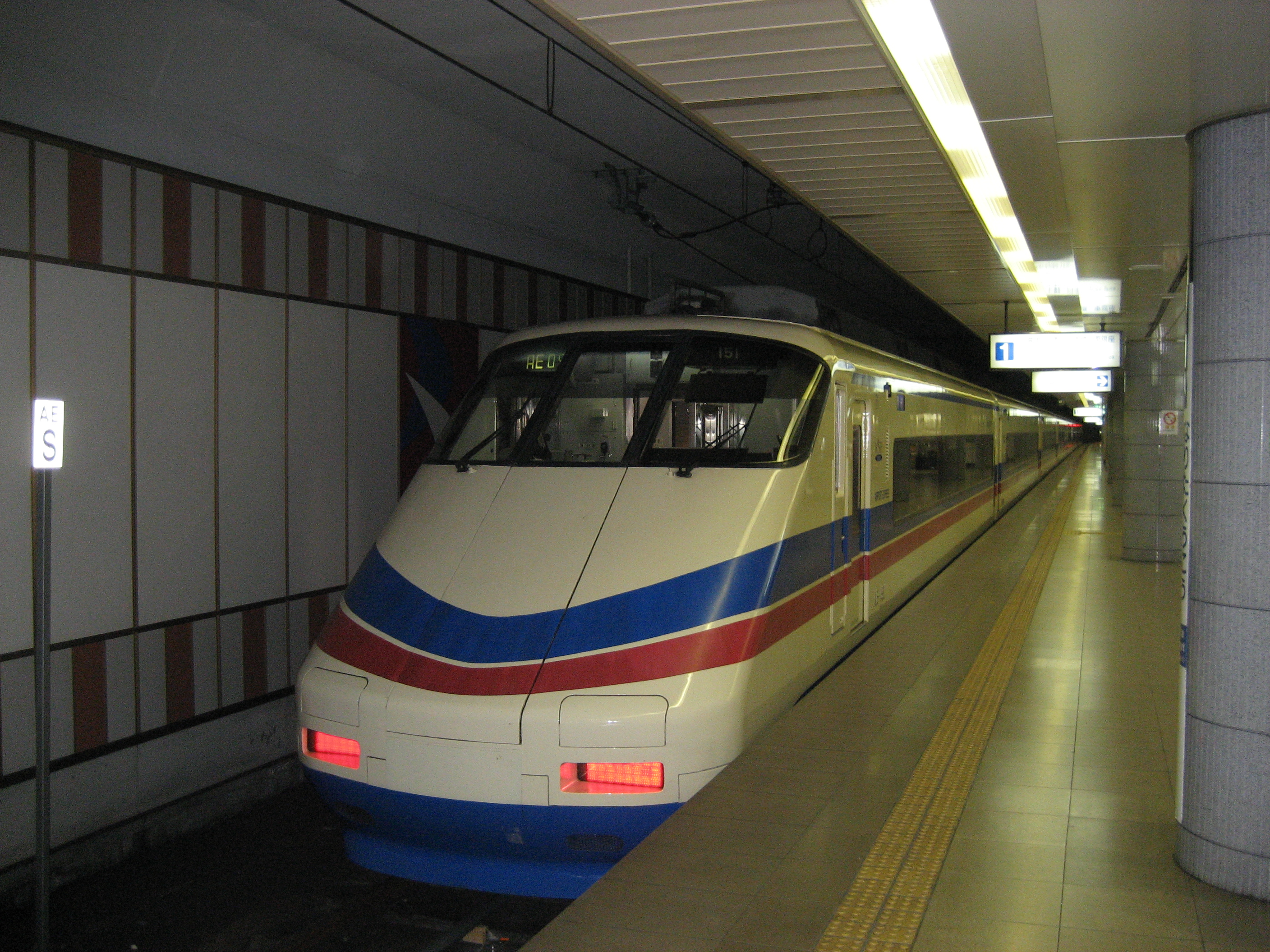
Keisei AE-100 Skyliner

- Keisei Electric Railway AE100 (Skyliner), 1990—2016

Велосипеды
- Bridgestone Young Way Monte Carlo, 1979[4]